# Bitte, keine Réclame
Bitte, keine Réclame (dalla lingua tedesca Per favore, niente pubblicità) è stato un programma televisivo italiano culturale, curato dal filosofo Manlio Sgalambro e dal musicista Franco Battiato, che lo conduceva affiancato da Sonia Bergamasco. Il programma, articolato in sei puntate da 45 minuti, è andato in onda sul canale satellitare Rai Doc il 5, 6, 13, 20, 25 e 30 dicembre 2004 ed è stato riproposto nel 2005.
Nel 2014 la casa editrice Castelvecchi ha pubblicato, per la cura di Giuseppe Pollicelli, il libro Il silenzio e l'ascolto, che raccoglie la trascrizione di quattro delle interviste realizzate da Battiato per Bitte, Keine Réclame, quelle a Raimon Panikkar, Alejandro Jodorowsky, Gabriele Mandel e Claudio Rocchi.
Nel 2015, all'interno della versione Super Deluxe Edition della raccolta di Franco Battiato Anthology - Le nostre anime è stato pubblicato un DVD contenente una selezione delle puntate di Bitte, Keine Réclame.

## I punti cardinali
Lo studio è stato suddiviso in quattro lati, identificati con i punti cardinali, assegnando a ciascuno uno specifico ambito culturale:
- Lato Nord: dedicato ad incontri musicali, coordinati dal pianista e compositore Arturo Stalteri
- Lato Sud: dedicato alla filosofia, gestito da Manlio Sgalambro
- Lato Est: dedicato alla spiritualità e al misticismo
- Lato Ovest: dedicato alla sintesi dei diversi campi e culture

## Gli ospiti
Il programma ha ospitato numerosi personaggi, esponenti delle varie discipline trattate.

### Lato Nord
- Giovanni Sollima, violoncellista e compositore.
- Mouse on Mars, gruppo musicale.
- Ada DJ, disc jockey.
- Claudio Sinatti, video jockey.
- Il compleanno di Mary, gruppo musicale.
- Anna Menichetti, pianista, drammaturga musicale e etnomusicologa.
- Paolo Terni, insegnante di drammaturgia musicale e regia lirica.

### Lato Sud
- Don Armando Matteo, sacerdote e insegnante di filosofia.
- Calogero Rizzo, avvocato e dottorando in filosofia del diritto.

### Lato Est
- Raimon Panikkar, sacerdote cattolico e scrittore.
- Michelle Thomasson, moglie di Henri Thomasson e pianista.
- Stanislav Grof, psichiatra, psicologo e studioso degli stati alterati della coscienza.
- Gabriele Mandel, vicario generale in Italia della confraternita sufi, docente universitario, artista e psicologo.

### Lato Ovest
- Alejandro Jodorowsky, regista e attore.
- Claudio Rocchi, musicista italiano.
- Juri Camisasca, musicista e pittore.
- Gianluca Magi, docente di storia delle religioni cinesi e induismo e buddhismo.
- Isao Hosoe, ingegnere aerospaziale.
- Emio Greco, ballerino.
- Lui Chui Chun, guru di Tai Chi.
- Lui Laptak, studioso di Tao e Tai Chi.